# Suối Chiến
Suối Chiến hay nậm Chiến là một phụ lưu cấp 1 của sông Đà, chảy ở huyện Mường La tỉnh Sơn La, Việt Nam .
Nậm Chiến dài cỡ 53 km và diện tích lưu vực là 467 km². Nó bắt nguồn từ dãy núi phía đông xã Nậm Khắt, đi qua bản Mường Chiến xã Ngọc Chiến, chảy theo gấp khúc với hướng chính là tây nam, đổ vào bờ trái sông Đà ở thị trấn Ít Ong .

## Dòng chảy
Nậm Chiến khởi nguồn từ các suối ở dãy núi phía đông xã Nậm Khắt huyện Mù Cang Chải, hợp lưu ở bản Mường Chiến xã Ngọc Chiến huyện Mường La. 21°41′8″B 104°16′35″Đ / 21,68556°B 104,27639°Đ .
Một nhánh khởi nguồn khác ở đây là dòng Nậm Khắt từ thung lũng xã Nậm Khắt, hợp với Nậm Chiến ở phần phía tây xã Ngọc Chiến.
Nậm Chiến chảy uốn lượn với hướng chính là tây nam, qua các xã Chiềng Muôn, Nậm Păm, Chiềng San, đổ vào bờ trái sông Đà ở thị trấn Ít Ong.

## Thủy điện
Nậm Chiến có tiềm năng thủy điện lớn và đang được khai thác. Tuy nhiên chính tại nơi đặt thủy điện thì dân chưa được cấp điện, và được gọi là "Nghịch lý Ngọc Chiến" .
Thủy điện Nậm Chiến 1 công suất lắp máy 200 MW, thi công 2005 - 2012, trên dòng Nậm Chiến ở xã Ngọc Chiến và Chiềng Muôn, huyện Mường La, tỉnh Sơn La . 21°35′42″B 104°8′26″Đ / 21,595°B 104,14056°Đ
Thủy điện Nậm Chiến 2 công suất lắp máy 32 MW, hoàn thành năm 2009, trên dòng Nậm Chiến ở xã Chiềng San huyện Mường La, tỉnh Sơn La, cách Thủy điện Sơn La không xa . 21°29′58″B 104°05′34″Đ / 21,499445°B 104,092862°Đ
Thủy điện Pá Chiến công suất lắp máy 22 MW với 2 tổ máy, khởi công tháng 2/2012 hoàn thành tháng 6/2013  21°28′26″B 104°04′31″Đ / 21,473974°B 104,075355°Đ
Thủy điện Nậm Khốt công suất lắp máy 14 MW, thi công 2007 - 2010, trên dòng Nậm Khắt  (trong các văn liệu về thủy điện thì bị viết nhầm ra Nậm Khốt) ở xã Ngọc Chiến huyện Mường La, tỉnh Sơn La .21°38′11″B 104°10′20″Đ / 21,63639°B 104,17222°Đ

## Chỉ dẫn
1. ↑  Trong tiếng Thái-Tày "Nậm" có nghĩa là nước, sông, suối.